# 나카무라 노부오

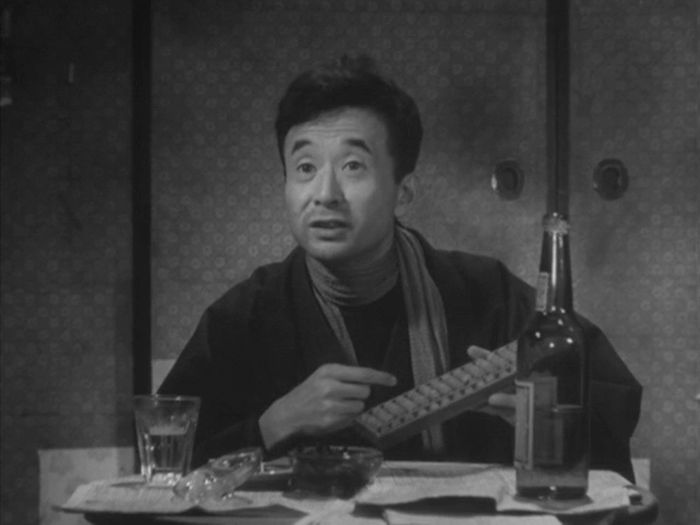

나카무라 노부오(Nobuo Nakamura, 1908년 9월 14일 ~ 1991년 7월 5일)는 일본의 배우이다.
오타루시에서 태어났다.

## 영화
- 노 라이프 킹 (1989년)
- 인간의 고골 (1973년)
- 일본 침몰 (1973년)
- 프랑켄슈타인의 괴물: 산다 대 가이라 (1966년)
- 프랑켄슈타인 대 바라곤 (1965년)
- 무와 당근 (1964년)
- 다고라, 우주 괴물 (1964년)
- 천국과 지옥 (1963년)
- 꽁치의 맛 (1962년)
- 가을 햇살 (1960년)
- 나쁜 놈일 수록 잘 잔다 (1960년)
- 인간의 조건 (1959년)
- 시즌 오브 더 위치 (1958년)
- 반인간: 흉칙한 스노우맨의 이야기 (1958년)
- 무호마츠의 일생 (1958년)
- 달맞이꽃 (1958년)
- 동경의 황혼 (1957년)
- 처형의 방 (1956년)
- 산 자의 기록 (1955년)
- 탁한 강 (1953년)
- 푸른 혁명 (1953년)
- 동경 이야기 (1953년) - 쿠라조 카네코 역
- 금일휴진 (1952년)
- 살다 (1952년)